# 謝伏瞻
謝 伏瞻（しゃ ふくせん、1954年8月9日 - ）は、中華人民共和国の官僚、政治家。現職は中国社会科学院院長、党組書記。

## 経歴
1954年8月9日、湖北省天門市で生まれる。1980年1月に華中科技大学計算機系を卒業後、同年、人民日報社に入局。1986年9月、機械工業部機械科学研究院にて修士号を取得。同年からは国務院の発展研究中心助研究員などを務める。2006年10月、国務院発展研究中心で20年間働いた謝伏瞻は国家統計局局長、党組書記に任命された。同年11月には中国人民銀行通貨政策委員会委員を兼務する。2008年6月、国務院研究室主任に就任。
2013年3月、中国共産党中央委員会は58歳の謝伏瞻が河南省党委副書記に就任し、省長に指名されたと発表した。4月2日に当選します。2016年3月26日、河南省党委書記に就任し、同省省長を退く。4月7日、同省人代常務委員会主任を兼務。
2018年3月20日、中央に移り、中国社会科学院院長、党組書記に就任。